# 功臣称号
功臣称号（こうしんしょうごう）は中世の李氏朝鮮、現代の中国において使用される称号。

## 李氏朝鮮の功臣称号
李氏朝鮮では内政や政変で勲功のあった臣下に対して、功臣として処遇し、封爵ほか功臣田という田地などを給した。一例として靖国功臣、靖難功臣を見よ。

## 中国における功臣称号
中国では英雄称号の下に、功臣称号や模範称号があり、中国共産党中央委員会機関紙である『人民日報』にもしばしば記載がある。